# Youba Diarra
Jamaciré Youba Diarra (Bamako, 24 de marzo de 1998) es un futbolista maliense que juega como centrocampista en el TSV Hartberg de la Bundesliga de Austria.

## Trayectoria
Nacido en Malí, comenzó su carrera en la cantera del club local Yeelen Olympique. En enero de 2018 fichó por el Red Bull Salzburgo de la Bundesliga austriaca, con el que firmó un contrato hasta mayo de 2022. Sin embargo, poco después fue cedido al club de Segunda División SC Wiener Neustadt. En marzo de 2018 debutó con el SC Wiener Neustadt en la 2. Liga al ser titular contra el Floridsdorfer AC en la 23.ª jornada de la temporada 2017-18. Durante su estancia en el club, ayudó a conseguir el tercer puesto y la clasificación para el play-off de ascenso.
Para la temporada 2018-19 fue cedido al TSV Hartberg de la Bundesliga austriaca. Tras sufrir una rotura del ligamento cruzado, el contrato de cesión fue rescindido en enero de 2019.

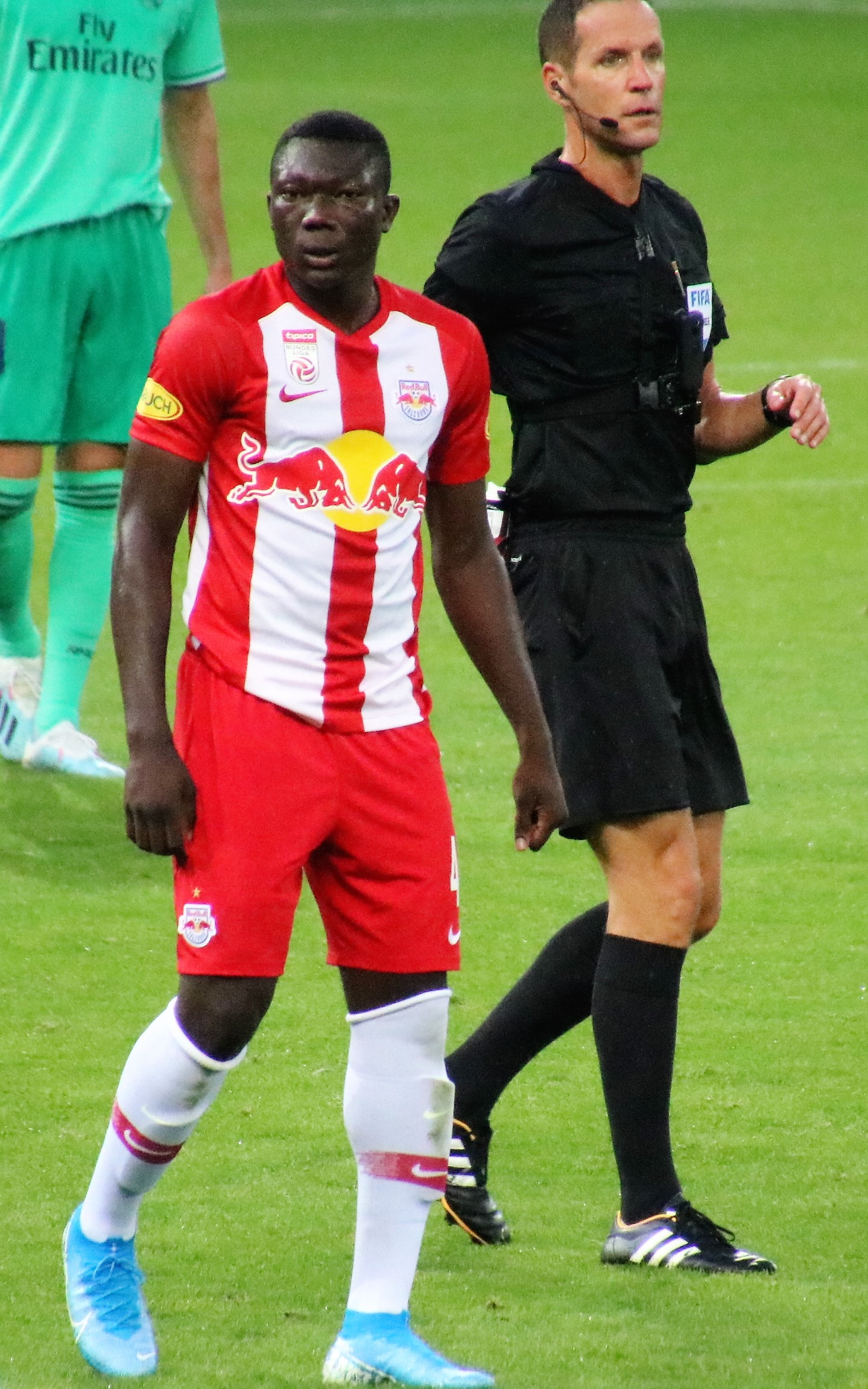
Diarra jugando para el Salzburgo

Tras seis meses cedido al TSV Hartberg, regresó al Red Bull Salzburgo en enero de 2019. Tras recuperarse de su lesión, en agosto de 2019 jugó por primera vez con el equipo reserva del Red Bull Salzburgo, el F. C. Liefering.
El 29 de agosto de 2019 fue cedido al F. C. San Pauli para la temporada 2019-20. Tras solo tres partidos en la 2. Bundesliga debido a una lesión, su contrato con el club alemán fue rescindido en enero de 2020 y regresó al Salzburgo.
Regresó de su lesión con el F. C. Liefering durante junio de 2020. El 11 de junio marcó su primer gol como profesional en la victoria por 3-0 contra el Floridsdorfer AC. El 24 de junio marcó otro gol en la victoria por 4-1 contra el FC Wacker Innsbruck.
El 1 de marzo de 2021 se trasladó al New York Red Bulls de la Major League Soccer en calidad de cedido. El 17 de abril debutó con el New York Red Bulls, apareciendo como titular en la derrota por 2-1 ante el Sporting Kansas City.
El 8 de enero de 2022 se trasladó al TSV Hartberg en otra cesión de seis meses, su segunda etapa en el club.
Se acabó desvinculando del equipo de Salzburgo a finales de 2022 después de ser traspasado al Cádiz C. F., equipo con el que firmó hasta 2027. En lo que quedaba de temporada disputó cinco partidos y la siguiente fue cedido al Asteras Trípoli F. C. La cesión terminó antes de tiempo y terminó la campaña jugando en el filial cadista antes de regresar al TSV Hartberg en junio de 2024. En este equipo continuó una vez finalizó el préstamo tras ser ejercida la opción de compra.

## Estadísticas

### Clubes
Actualizado al último partido disputado el 2 de noviembre de 2024.
| Club                              | Div.          | Temporada     | Liga  | Liga  | Copas nacionales | Copas nacionales | Copas internacionales | Copas internacionales | Total | Total |
| Club                              | Div.          | Temporada     | Part. | Goles | Part.            | Goles            | Part.                 | Goles                 | Part. | Goles |
| --------------------------------- | ------------- | ------------- | ----- | ----- | ---------------- | ---------------- | --------------------- | --------------------- | ----- | ----- |
| SC Wiener Neustadt · Austria      | 2.ª           | 2017-18       | 16    | 0     | 0                | 0                | —                     | —                     | 16    | 0     |
| SC Wiener Neustadt · Austria      | Total club    | Total club    | 16    | 0     | 0                | 0                | 0                     | 0                     | 16    | 0     |
| TSV Hartberg · Austria            | 1.ª           | 2018-19       | 10    | 0     | 2                | 0                | —                     | —                     | 12    | 0     |
| F. C. Liefering · Austria         | 2.ª           | 2019-20       | 7     | 2     | —                | —                | —                     | —                     | 7     | 2     |
| F. C. Liefering · Austria         | Total club    | Total club    | 7     | 2     | 0                | 0                | 0                     | 0                     | 7     | 2     |
| F. C. San Pauli · Alemania        | 2.ª           | 2019-20       | 3     | 0     | 0                | 0                | —                     | —                     | 3     | 0     |
| F. C. San Pauli · Alemania        | Total club    | Total club    | 3     | 0     | 0                | 0                | 0                     | 0                     | 3     | 0     |
| New York Red Bulls Estados Unidos | 1.ª           | 2021          | 8     | 0     | 0                | 0                | —                     | —                     | 8     | 0     |
| New York Red Bulls Estados Unidos | Total club    | Total club    | 8     | 0     | 0                | 0                | 0                     | 0                     | 8     | 0     |
| TSV Hartberg · Austria            | 1.ª           | 2021-22       | 14    | 0     | 2                | 0                | —                     | —                     | 16    | 0     |
| Red Bull Salzburgo · Austria      | 1.ª           | 2022-23       | 7     | 1     | 2                | 0                | 0                     | 0                     | 9     | 1     |
| Red Bull Salzburgo · Austria      | Total club    | Total club    | 7     | 1     | 2                | 0                | 0                     | 0                     | 9     | 1     |
| Cádiz C. F. · España              | 1.ª           | 2022-23       | 5     | 0     | ―                | ―                | ―                     | ―                     | 5     | 0     |
| Cádiz C. F. · España              | Total club    | Total club    | 5     | 0     | 0                | 0                | 0                     | 0                     | 5     | 0     |
| Asteras Trípoli F. C. · Grecia    | 1.ª           | 2023-24       | 9     | 0     | 1                | 0                | —                     | —                     | 10    | 0     |
| Asteras Trípoli F. C. · Grecia    | Total club    | Total club    | 9     | 0     | 1                | 0                | 0                     | 0                     | 10    | 0     |
| Cádiz C. F. Mirandilla · España   | 2.ª F         | 2023-24       | 11    | 1     | ―                | ―                | ―                     | ―                     | 11    | 1     |
| Cádiz C. F. Mirandilla · España   | Total club    | Total club    | 11    | 1     | 0                | 0                | 0                     | 0                     | 11    | 1     |
| TSV Hartberg · Austria            | 1.ª           | 2024-25       | 11    | 0     | 3                | 1                | —                     | —                     | 14    | 1     |
| TSV Hartberg · Austria            | Total club    | Total club    | 35    | 0     | 7                | 1                | 0                     | 0                     | 42    | 1     |
| Total carrera                     | Total carrera | Total carrera | 101   | 4     | 10               | 1                | 0                     | 0                     | 111   | 5     |